# Чемпионат Европы по санному спорту
Чемпионат Европы по санному спорту — совокупность спортивных соревнований по санному спорту между европейскими сборными командами, проводимых с 1914 года Международной федерацией санного спорта. В период с 1935 года по 1956-й состязания проходили под эгидой федерации бобслея, но затем отделились и приобрели самостоятельный формат. Начиная с 1980 года, турнир устраивается по чётным годам.
В программу чемпионата входят четыре дисциплины: состязания на одноместных санях между мужчинами, на одноместных санях между женщинами, на двухместных санях между мужчинами и смешанные командные соревнования (или эстафета). Все заезды проходят на искусственных трассах, для естественных трасс действует отдельный турнир. Самыми успешными сборными чемпионата являются национальные команды Германии, Италии и Австрии.

## Одиночки (мужчины)
| Год  | Место проведения    | Золото             | Серебро             | Бронза               |
| ---- | ------------------- | ------------------ | ------------------- | -------------------- |
| 1914 | Райхенберг          | Рудольф Каушка     | Якоб Платцер        | Рихард Зимм          |
| 1928 | Шрайберхау          | Фриц Прайслер      | Рудольф Каушка      | Карл Вагнер          |
| 1929 | Земмеринг           | Фриц Прайслер      | Роберт Либих        | Эрих Дреслер         |
| 1934 | Ильменау            | Мартин Титце       | Рудольф Мащке       | Альфред Поссельт     |
| 1935 | Крыница             | Мартин Титце       | Макс Энкер          | Бронислав Витковский |
| 1937 | Осло                | Мартин Титце       | Вильхельм Клавенес  | Харальд Сеегард      |
| 1938 | Зальцбург           | Мартин Титце       | Вальтер Клуге       | Рудольф Херман       |
| 1939 | Райхенберг          | Фриц Прайслер      | Мартин Титце        | Густав Ежек          |
| 1951 | Игльс               | Пауль Асте         | Вильхельм Лахе      | Херман Майреггер     |
| 1952 | Гармиш-Партенкирхен | Рудольф Машке      | Пауль Асте          | Альберт Краус        |
| 1953 | Кортина-д’Ампеццо   | Пауль Асте         | Хайнрих Иссер       | Вильхельм Лахе       |
| 1954 | Давос               | Фриц Кинцль        | Вильхельм Лахе      | Йозеф Штриллингер    |
| 1955 | Ханеклее            | Пауль Асте         | Альберт Краус       | Йохан Штангль        |
| 1956 | Имст                | Йозеф Иссер        | Ханс Крауснер       | Эрих Рафль           |
| 1962 | Вайсенбах           | Йозеф Ленц         | Антон Фенир         | Ждизслав Сиуда       |
| 1967 | Кёнигсзе            | Леонард Нагенрауфт | Фриц Нахман         | Йозеф Матлак         |
| 1970 | Хаммарстранд        | Харальд Эрих       | Вольфганг Шайдель   | Хорст Хёрнляйн       |
| 1971 | Имст                | Хорст Хёрнляйн     | Вольфганг Шайдель   | Манфред Шмид         |
| 1972 | Кёнигсзе            | Вольфрам Фидлер    | Харальд Эрих        | Леонард Нагенрауфт   |
| 1973 | Кёнигсзе            | Ханс Ринн          | Йозеф Фендт         | Манфред Шмид         |
| 1974 | Имст                | Ханс Ринн          | Манфред Шмид        | Рудольф Шмид         |
| 1975 | Вальдаора           | Детлеф Гюнтер      | Вольфрам Фидлер     | Ханс Ринн            |
| 1976 | Хаммарстранд        | Вольфрам Фидлер    | Михаэль Ердебакк    | Ханс-Хайнрих Винклер |
| 1977 | Кёнигсзе            | Антон Винклер      | Ханс Ринн           | Карл Бруннер         |
| 1978 | Хаммарстранд        | Пауль Хильдгартнер | Ханс Ринн           | Владимир Шитов       |
| 1979 | Оберхоф             | Ханс Ринн          | Детлеф Гюнтер       | Бернхард Гласс       |
| 1980 | Вальдаора           | Карл Бруннер       | Пауль Хильдгартнер  | Эрнст Хаспингер      |
| 1982 | Винтерберг          | Уве Хендрих        | Сергей Данилин      | Эрнст Хаспингер      |
| 1984 | Вальдаора           | Пауль Хильдгартнер | Норберт Хубер       | Эрнст Хаспингер      |
| 1986 | Хаммарстранд        | Сергей Данилин     | Йенс Мюллер         | Михаэль Вальтер      |
| 1988 | Кёнигсзе            | Георг Хакль        | Маркус Прок         | Йоханнес Шеттель     |
| 1990 | Игльс               | Георг Хакль        | Маркус Прок         | Йенс Мюллер          |
| 1992 | Винтерберг          | Рене Фридль        | Норберт Хубер       | Георг Хакль          |
| 1994 | Кёнигсзе            | Маркус Прок        | Георг Хакль         | Армин Цёггелер       |
| 1996 | Сигулда             | Йенс Мюллер        | Альберт Демченко    | Маркус Шмидт         |
| 1998 | Оберхоф             | Маркус Прок        | Карстен Альберт     | Норберт Хубер        |
| 2000 | Винтерберг          | Йенс Мюллер        | Георг Хакль         | Армин Цёггелер       |
| 2002 | Альтенберг          | Маркус Прок        | Денис Гепперт       | Армин Цоггелер       |
| 2004 | Оберхоф             | Армин Цёггелер     | Давид Мёллер        | Ярослав Славик       |
| 2006 | Винтерберг          | Альберт Демченко   | Армин Цёггелер      | Давид Мёллер         |
| 2008 | Чезана              | Армин Цёггелер     | Альберт Демченко    | Давид Мёллер         |
| 2010 | Сигулда             | Альберт Демченко   | Вольфганг Киндль    | Даниэль Пфистер      |
| 2012 | Парамоново          | Анди Лангенхан     | Армин Цёггелер      | Феликс Лох           |
| 2013 | Оберхоф             | Феликс Лох         | Анди Лангенхан      | Йоханнес Людвиг      |
| 2014 | Сигулда             | Армин Цёггелер     | Йоханнес Людвиг     | Доминик Фишналлер    |
| 2015 | Сочи                | Семён Павличенко   | Александр Перетягин | Феликс Лох           |
| 2016 | Альтенберг          | Феликс Лох         | Роман Репилов       | Ральф Палик          |
| 2017 | Кёнигсзе            | Семён Павличенко   | Ральф Палик         | Вольфганг Киндль     |
| 2018 | Сигулда             | Семён Павличенко   | Феликс Лох          | Роман Репилов        |
| 2019 | Оберхоф             | Семён Павличенко   | Роман Репилов       | Кристерс Апарйодс    |
| 2020 | Лиллехаммер         | Доминик Фишналлер  | Семён Павличенко    | Роман Репилов        |
| 2021 | Сигулда             | Феликс Лох         | Йоханнес Людвиг     | Доминик Фишналлер    |
| 2022 | Санкт-Мориц         | Вольфганг Киндль   | Кристерс Апарйодс   | Нико Гляйршер        |
| 2023 | Сигулда             | Макс Лангенхан     | Феликс Лох          | Кристерс Апарйодс    |
| 2024 | Инсбрук             | Йонас Мюллер       | Нико Гляйршер       | Макс Лангенхан       |
| 2025 | Винтерберг          | Йонас Мюллер       | Макс Лангенхан      | Нико Гляйршер        |

## Одиночки (женщины)
| Год  | Место проведения    | Золото              | Серебро               | Бронза                  |
| ---- | ------------------- | ------------------- | --------------------- | ----------------------- |
| 1914 | Райхенберг          | Анна Шкода          | -                     | -                       |
| 1928 | Шрайберхау          | Хильде Раупах       | Маргарете Вольф       | Фелизе Ханш             |
| 1929 | Земмеринг           | Лотте Эмбахер       | Криста Клекер         | Фанни Альтендорфер      |
| 1934 | Ильменау            | Ханни Финк          | Адела Райманнова      | Гертруда Порше-Шинкеова |
| 1935 | Крыница             | Ханни Финк          | Лизелотта Хопфер      | Гертруда Порше-Шинкеова |
| 1937 | Осло                | Титти Мортман       | Лив Йенсен            | Хелен Гальтунг          |
| 1938 | Зальцбург           | Фридель Титце       | Вальтраут Грасль      | Ханни Финк              |
| 1939 | Райхенберг          | Фридель Титце       | Вальтраут Грасль      | Ханни Финк              |
| 1951 | Игльс               | Карла Кинцль        | Хильде Штрум          | Мария Иссер             |
| 1952 | Гармиш-Партенкирхен | Мария Иссер         | Эрика Шиллер          | Роза Перц               |
| 1953 | Кортина-д’Ампеццо   | Мария Иссер         | Лисль Зеевальд        | Роза Лессер             |
| 1954 | Давос               | Мария Иссер         | Карла Кинцль          | Лотте Шаймпфлуг         |
| 1955 | Ханеклее            | Мария Иссер         | Карла Кинцль          | Эрика Лейтнер           |
| 1956 | Имст                | Элли Либер          | Мария Иссер           | Лотте Шаймпфлуг         |
| 1962 | Вайсенбах           | Ирена Павелчик      | Хелена Турнер         | Герда Ризер-Кегнар      |
| 1967 | Кёнигсзе            | Криста Шмук         | Ангелика Дюнхаупт     | Хелена Махер            |
| 1970 | Хаммарстранд        | Анна-Мария Мюллер   | Ангела Кнёзель        | Криста Шмук             |
| 1971 | Имст                | Эрика Лехнер        | Ангела Кнёзель        | Барбара Пьеха           |
| 1972 | Кёнигсзе            | Уте Рюрольд         | Элизабет Демляйтнер   | Анна-Мария Мюллер       |
| 1973 | Кёнигсзе            | Маргит Шуман        | Уте Рюрольд           | Ева-Мария Вернике       |
| 1974 | Имст                | Маргит Шуман        | Халина Канаш          | Уте Рюрольд             |
| 1975 | Вальдаора           | Маргит Шуман        | Ева-Мария Вернике     | Халина Канаш            |
| 1976 | Хаммарстранд        | Вера Зозуля         | Агнета Линдског       | Халина Бигун            |
| 1977 | Кёнигсзе            | Элизабет Демляйтнер | Маргит Шуман          | Маргит Граф             |
| 1978 | Хаммарстранд        | Элизабет Демляйтнер | Анна Маевская         | Вера Зозуля             |
| 1979 | Оберхоф             | Мелитта Зольман     | Илона Бранд           | Маргит Шуман            |
| 1980 | Вальдаора           | Мелитта Зольман     | Мария-Луиза Райнер    | Илона Бранд             |
| 1982 | Винтерберг          | Беттина Шмидт       | Штеффи Мартин         | Мелитта Зольман         |
| 1984 | Вальдаора           | Моника Ауэр         | Хайке Попель          | Церстин Шмидт           |
| 1986 | Хаммарстранд        | Церстин Шмидт       | Штеффи Мартин         | Уте Оберхофнер          |
| 1988 | Кёнигсзе            | Уте Оберхофнер      | Вероника Бильгери     | Церстин Шмидт           |
| 1990 | Игльс               | Зузи Эрдман         | Герда Вайсенштайнер   | Яна Боде                |
| 1992 | Винтерберг          | Зузи Эрдман         | Зильке Отто           | Ангелика Нойнер         |
| 1994 | Кёнигсзе            | Герда Вайсенштайнер | Яна Боде              | Габриэла Колиш          |
| 1996 | Сигулда             | Яна Боде            | Габриэла Колиш        | Андреа Тагверкер        |
| 1998 | Оберхоф             | Зильке Краусхар     | Андреа Тагверкер      | Зузи Эрдман             |
| 2000 | Винтерберг          | Зильке Отто         | Зильке Краусхар       | Барбара Нидернхубер     |
| 2002 | Альтенберг          | Зильке Отто         | Зильке Краусхар       | Барбара Нидернхубер     |
| 2004 | Оберхоф             | Зильке Краусхар     | Татьяна Хюфнер        | Зильке Отто             |
| 2006 | Винтерберг          | Зильке Краусхар     | Татьяна Хюфнер        | Барбара Нидернхубер     |
| 2008 | Чезана              | Натали Гайзенбергер | Зильке Краусхар-Пилах | Вероника Хальдер        |
| 2010 | Сигулда             | Татьяна Иванова     | Коринна Мартини       | Нина Райтмайер          |
| 2012 | Парамоново          | Татьяна Иванова     | Татьяна Хюфнер        | Коринна Мартини         |
| 2013 | Оберхоф             | Натали Гайзенбергер | Татьяна Хюфнер        | Анке Вишневски          |
| 2014 | Сигулда             | Наталья Хорева      | Татьяна Иванова       | Даяна Айтбергер         |
| 2015 | Сочи                | Даяна Айтбергер     | Натали Гайзенбергер   | Татьяна Иванова         |
| 2016 | Альтенберг          | Татьяна Хюфнер      | Элиза Цауче           | Татьяна Иванова         |
| 2017 | Кёнигсзе            | Натали Гайзенбергер | Татьяна Иванова       | Татьяна Хюфнер          |
| 2018 | Сигулда             | Татьяна Иванова     | Натали Гайзенбергер   | Сандра Робатшер         |
| 2019 | Оберхоф             | Натали Гайзенбергер | Татьяна Хюфнер        | Даяна Айтбергер         |
| 2020 | Лиллехаммер         | Татьяна Иванова     | Юлия Таубитц          | Виктория Демченко       |
| 2021 | Сигулда             | Татьяна Иванова     | Натали Гайзенбергер   | Виктория Демченко       |
| 2022 | Санкт-Мориц         | Натали Гайзенбергер | Мадлен Эгле           | Элина Ева Витола        |

## Двойки (мужчины)
| Год  | Место проведения    | Золото                                              | Серебро                                               | Бронза                                                |
| ---- | ------------------- | --------------------------------------------------- | ----------------------------------------------------- | ----------------------------------------------------- |
| 1914 | Райхенберг          | Эрвин Поссельт Карл Лобельт Австрийская империя     | Рудольф Каушка · Ханс Гфаллер · Германия              | Артур Кламт Бертольд Поссельт Австрийская империя     |
| 1928 | Шрайберхау          | Херберт Эльгер · Вильхельм Адольф · Германия        | Рихард Файст · Вальтер Файст · Германия               | Альфред Поссельт · Фриц Поссельт · Чехословакия       |
| 1929 | Земмеринг           | Рихард Файст · Вальтер Файст · Германия             | Рудольф Каушка · Фриц Прайслер · Чехословакия         | Франц Штекер · Фердинанд Виснер · Австрия             |
| 1934 | Ильменау            | Вальтер Файст Вальтер Клуге Германия                | Рудольф Херман · Рудольф Машке · Чехословакия         | Йозеф Хеллер · Альберт Краусc · Чехословакия          |
| 1935 | Крыница             | Вальтер Файст Вальтер Клуге Германия                | Мартин Титце Курт Вайднер Германия                    | Ханс Таубнер · Ханс Шолер · Чехословакия              |
| 1937 | Осло                | Мартин Титце Курт Вайднер Германия                  | Вальтер Файст Вальтер Клуге Германия                  | Рудольф Машке · Альберт Краусc · Чехословакия         |
| 1938 | Зальцбург           | Вальтер Файст Вальтер Клуге Германия                | Виктор Шуберт Вернер Ругер Германия                   | Рудольф Машке · Эрхард Грундман · Чехословакия        |
| 1939 | Райхенберг          | Вальтер Файст Вальтер Клуге Германия                | Виктор Шуберт Эрхард Корнер Германия                  | Рудольф Херман · Альберт Краусc · Чехословакия        |
| 1951 | Игльс               | Ханс Крауснер · Рудольф Пеифусс · Австрия           | Хайнрих Иссер · Йозеф Иссер · Австрия                 | Норберт Штайкснер · Адольф Хофер · Австрия            |
| 1952 | Гармиш-Партенкирхен | Пауль Аште · Хайнрих Иссер · Австрия                | Ханс Крауснер · Луис Шлогль · Австрия                 | Вильхельм Лахе · Йозеф Иссер · Австрия                |
| 1953 | Кортина-д’Ампеццо   | Ханс Крауснер · Вильхельм Лахе · Австрия            | Пауль Аште · Хайнрих Иссер · Австрия                  | Эрих Рафль · Штефан Шопф · Австрия                    |
| 1954 | Давос               | Йозеф Иссер · Хайнрих Иссер · Австрия               | Йозеф Файштмантль · Карл Файштмантль · Австрия        | Ханс Крауснер · Йозеф Лайштентритт · Австрия          |
| 1955 | Ханеклее            | Пауль Аште · Пауль Иссер · Австрия                  | Херман Куппел Дитрих Шмидт ФРГ                        | Херман Маир Эрхард Грундман ФРГ                       |
| 1956 | Имст                | Вильхельм Лаймгрубер · Йозеф Унтерфраунер · Австрия | Эрих Рафль · Штефан Шопф · Австрия                    | Йозеф Талер · Луис Пош · Австрия                      |
| 1962 | Вайсенбах           | Антон Венир · Эвальд Вальх · Австрия                | Йозеф Файштмантль · Манфред Штенгль · Австрия         | Райнхольд Фрош · Людвиг Гаснер · Австрия              |
| 1967 | Кёнигсзе            | Йозеф Файштмантль · Вильхельм Бихль · Австрия       | Хельмут Талер · Райнхольд Зенн · Австрия              | Ришард Гавёр · Збигнев Гавёр · Польша                 |
| 1970 | Хаммарстранд        | Хорст Хёрнляйн · Райнхард Бредов · ГДР              | Рудольф Шмид · Франц Шахнер · Австрия                 | Манфред Шмид · Эвальд Вальх · Австрия                 |
| 1971 | Имст                | Пауль Хильдгартнер · Вальтер Пляйкнер · Италия      | Манфред Шмид · Эвальд Вальх · Австрия                 | Тадеуш Радван · Януш Кравчик · Польша                 |
| 1972 | Кёнигсзе            | Хорст Хёрнляйн · Райнхард Бредов · ГДР              | Ханс Бранднер Бальтазар Шварм ФРГ                     | Петер Райхнвалльнер Рудольф Грёсванг ФРГ              |
| 1973 | Кёнигсзе            | Ханс Ринн · Норберт Хан · ГДР                       | Бернд Хан · Ульрих Хан · ГДР                          | Ханс Бранднер Бальтазар Шварм ФРГ                     |
| 1974 | Имст                | Пауль Хильдгартнер · Вальтер Пляйкнер · Италия      | Ханс Ринн · Норберт Хан · ГДР                         | Роман Хуреж · Йозеф Питрончик · Польша                |
| 1975 | Вальдаора           | Ханс Ринн · Норберт Хан · ГДР                       | Хорст Мюллер · Ханс-Йорг Нойман · ГДР                 | Бернд Хан · Ульрих Хан · ГДР                          |
| 1976 | Хаммарстранд        | Бернд Дрейер · Роланд Хердман · ГДР                 | Асле Странн · Хельге Свенсен · Норвегия               | Дайнис Бремзе · Айгарс Крикис · СССР                  |
| 1977 | Кёнигсзе            | Ханс Бранднер Бальтазар Шварм ФРГ                   | Ханс Ринн · Норберт Хан · ГДР                         | Штефан Хёльцльвиммер Рудольф Грёсванг ФРГ             |
| 1978 | Хаммарстранд        | Ханс Ринн · Норберт Хан · ГДР                       | Бернд Хан · Ульрих Хан · ГДР                          | Йиндржих Земан · Владимир Ресль · Чехословакия        |
| 1979 | Оберхоф             | Бернд Оберхофнер · Йорг-Дитер Людвиг · ГДР          | Ханс Ринн · Норберт Хан · ГДР                         | Карл Бруннер · Петер Гшнитцер · Италия                |
| 1980 | Вальдаора           | Ханс Ринн · Норберт Хан · ГДР                       | Бернд Хан · Ульрих Хан · ГДР                          | Ханс Бранднер Бальтазар Шварм ФРГ                     |
| 1982 | Винтерберг          | Гюнтер Леммерер · Райнхольд Зульцбахер · Австрия    | Ханс Айн · Йорг-Дитер Людвиг · ГДР                    | Ханс Штангассингер Франц Вембахер ФРГ                 |
| 1984 | Вальдаора           | Хельмут Бруннер · Вальтер Бруннер · Италия          | Ханс Штангассингер Франц Вембахер ФРГ                 | Хансйорг Рафль · Норберт Хубер · Италия               |
| 1986 | Хаммарстранд        | Евгений Белоусов · Александр Беляков · СССР         | Йорг Хофман · Йохен Пицш · ГДР                        | Хансйорг Рафль · Норберт Хубер · Италия               |
| 1988 | Кёнигсзе            | Томас Шваб Вольфганг Штаудингер ФРГ                 | Хансйорг Рафль · Норберт Хубер · Италия               | Евгений Белоусов · Александр Беляков · СССР           |
| 1990 | Игльс               | Йорг Хофман · Йохен Пицш · ГДР                      | Хансйорг Рафль · Норберт Хубер · Италия               | Штефан Крауссе · Ян Берендт · ГДР                     |
| 1992 | Винтерберг          | Хансйорг Рафль · Норберт Хубер · Италия             | Курт Бруггер · Вильфрид Хубер · Италия                | Штефан Крауссе · Ян Берендт · Германия                |
| 1994 | Кёнигсзе            | Хансйорг Рафль · Норберт Хубер · Италия             | Курт Бруггер · Вильфрид Хубер · Италия                | Ивес Манкель · Томас Рудольф · Германия               |
| 1996 | Сигулда             | Штефан Крауссе · Ян Берендт · Германия              | Герхард Планкенштайнер · Освальд Хазельридер · Италия | Альберт Демченко · Семён Колобаев · Россия            |
| 1998 | Оберхоф             | Штефан Крауссе · Ян Берендт · Германия              | Штеффен Шкель · Штеффен Вёллер · Германия             | Тобиас Шигль · Маркус Шигль · Австрия                 |
| 2000 | Винтерберг          | Патрик Ляйтнер · Александер Реш · Германия          | Штеффен Шкель · Штеффен Вёллер · Германия             | Тобиас Шигль · Маркус Шигль · Австрия                 |
| 2002 | Альтенберг          | Патрик Ляйтнер · Александер Реш · Германия          | Тобиас Шигль · Маркус Шигль · Австрия                 | Герхард Планкенштайнер · Освальд Хазельридер · Италия |
| 2004 | Оберхоф             | Патрик Ляйтнер · Александер Реш · Германия          | Кристиан Оберштольц · Патрик Грубер · Италия          | Андреас Лингер · Вольфганг Лингер · Австрия           |
| 2006 | Винтерберг          | Патрик Ляйтнер · Александер Реш · Германия          | Себастиан Шмидт · Андре Форкер · Германия             | Кристиан Оберштольц · Патрик Грубер · Италия          |
| 2008 | Чезана              | Кристиан Оберштольц · Патрик Грубер · Италия        | Андреас Лингер · Вольфганг Лингер · Австрия           | Герхард Планкенштайнер · Освальд Хазельридер · Италия |
| 2008 | Чезана              | Кристиан Оберштольц · Патрик Грубер · Италия        | Андреас Лингер · Вольфганг Лингер · Австрия           | Патрик Ляйтнер · Александер Реш · Германия            |
| 2010 | Сигулда             | Андреас Лингер · Вольфганг Лингер · Австрия         | Тобиас Вендль · Тобиас Арльт · Германия               | Тобиас Шигль · Маркус Шигль · Австрия                 |
| 2012 | Парамоново          | Австрия · Петер Пенц · Георг Фишлер                 | Германия · Тобиас Вендль · Тобиас Арльт               | Германия · Тони Эггерт · Саша Бенеккен                |
| 2013 | Оберхоф             | Германия · Тони Эггерт · Саша Бенеккен              | Германия · Тобиас Вендль · Тобиас Арльт               | Австрия · Петер Пенц · Георг Фишлер                   |
| 2014 | Сигулда             | Италия · Кристиан Оберштольц · Патрик Грубер        | Россия · Владислав Южаков · Владимир Махнутин         | Австрия · Андреас Лингер · Вольфганг Лингер           |
| 2015 | Сочи                | Германия · Тобиас Вендль · Тобиас Арльт             | Австрия · Петер Пенц · Георг Фишлер                   | Латвия · Андрис Шицс · Юрис Шицс                      |
| 2016 | Альтенберг          | Германия · Тони Эггерт · Саша Бенеккен              | Германия · Тобиас Вендль · Тобиас Арльт               | Австрия · Петер Пенц · Георг Фишлер                   |
| 2017 | Кёнигсзе            | Германия · Тобиас Вендль · Тобиас Арльт             | Германия · Тони Эггерт · Саша Бенеккен                | Германия · Робин Гюке · Давид Гамм                    |
| 2018 | Сигулда             | Германия · Тони Эггерт · Саша Бенеккен              | Латвия · Андрис Шицс · Юрис Шицс                      | Германия · Тобиас Вендль · Тобиас Арльт               |
| 2019 | Оберхоф             | Германия · Тобиас Вендль · Тобиас Арльт             | Германия · Тони Эггерт · Саша Бенеккен                | Латвия · Андрис Шицс · Юрис Шицс                      |
| 2020 | Лиллехаммер         | Россия · Александр Денисьев · Владислав Антонов     | Австрия · Томас Штой · Лоренц Коллер                  | Россия · Владислав Южаков · Юрий Прохоров             |
| 2021 | Сигулда             | Латвия · Андрис Шицс · Юрис Шицс                    | Германия · Тобиас Вендль · Тобиас Арльт               | Латвия · Мартиньш Ботс · Робертс Плуме                |
| 2022 | Санкт-Мориц         | Германия · Тони Эггерт · Саша Бенеккен              | Германия · Тобиас Вендль · Тобиас Арльт               | Латвия · Мартиньш Ботс · Робертс Плуме                |

## Смешанные команды, эстафета
| Год  | Место проведения | Золото | Серебро | Бронза |
| ---- | ---------------- | --- | --- | --- |
| 1988 | Кёнигсзе         | ФРГ Георг Хакль Йоханнес Шеттель Керстин Лангкопф Вероника Бильгери Томас Шваб / Вольфганг Штаудингер           | ГДР · Михаэль Вальтер · Йенс Мюллер · Церстин Шмидт · Уте Оберхофнер-Вайсс · Марко Эрнст / Олаф Пашольд            | Италия · Вильфрид Хубер · Пауль Хильдгартнер · Мария-Луиза Райнер · Герда Вайсенштайнер · Хансйорг Рафль / Норберт Хубер        |
| 1990 | Игльс            | ГДР · Йенс Мюллер · Рене Фридль · Зузи Эрдман · Зильке Отто · Йорг Хофман / Йохен Пицш                          | ФРГ Георг Хакль Йоханнес Шеттель Яна Боде Маргит Пар Штефан Ильзанкер                                              | Италия · Арнольд Хубер · Норберт Хубер · Герда Вайсенштайнер · Натали Обкирхер · Хансйорг Рафль                                 |
| 1992 | Винтерберг       | Германия · Георг Хакль · Рене Фридль · Зузи Эрдман · Зильке Отто · Ивес Манкель / Томас Рудольф                 | Австрия · Маркус Прок · Роберт Манценрайтер · Ангелика Нойнер · Андреа Тагверкер · Герхард Гляйршер / Маркус Шмидт | Италия · Норберт Хубер · Освальд Хазельридер · Натали Обкирхер · Аня Пляйкнер · Хансйорг Рафль                                  |
| 1994 | Кёнигсзе         | Италия · Армин Цоггелер · Норберт Хубер · Герда Вайсенштайнер · Натали Обкирхер · Курт Бруггер / Вильфрид Хубер | Германия · Георг Хакль · Рене Фридль · Яна Боде · Габриэла Колиш · Ивес Манкель / Томас Рудольф                    | Австрия · Маркус Прок · Маркус Шмидт · Дорис Нойнер · Андреа Тагверкер · Тобиас Шигль / Маркус Шигль                            |
| 1996 | Сигулда          | Германия · Йенс Мюллер · Георг Хакль · Яна Боде · Зузи Эрдман · Штефан Крауссе / Ян Берендт                     | Австрия · Маркус Прок · Маркус Шмидт · Ангелика Нойнер · Андреа Тагверкер · Тобиас Шигль / Маркус Шигль            | Италия · Армин Цоггелер · Вильфрид Хубер · Герда Вайсенштайнер · Натали Обкирхер · Герхард Планкенштайнер / Освальд Хазельридер |
| 1998 | Оберхоф          | Германия · Йенс Мюллер · Карстен Альберт · Зузи Эрдман · Зильке Краусхар · Штефан Крауссе / Ян Берендт          | Италия · Армин Цоггелер · Норберт Хубер · Герда Вайсенштайнер · Натали Обкирхер · Курт Бруггер / Вильфрид Хубер    | Австрия · Маркус Прок · Маркус Кляйнхайнц · Ангелика Нойнер · Андреа Тагверкер · Тобиас Шигль / Маркус Шигль                    |
| 2000 | Винтерберг       | Германия · Георг Хакль · Зильке Отто · Патрик Ляйтнер / Александер Реш                                          | Германия · Карстен Альберт · Соня Видеман · Штеффен Шкель / Штеффен Вёллер                                         | Италия · Армин Цоггелер · Натали Обкирхер · Герхард Планкенштайнер / Освальд Хазельридер                                        |
| 2002 | Альтенберг       | Германия · Георг Хакль · Зильке Краусхар · Штеффен Шкель / Штеффен Вёллер                                       | Германия · Денис Гепперт · Зильке Отто · Патрик Ляйтнер / Александер Реш                                           | Австрия · Маркус Прок · Ангелика Нойнер · Тобиас Шигль / Маркус Шигль                                                           |
| 2004 | Оберхоф          | Германия · Ян Айхгорн · Зильке Краусхар · Штеффен Шкель / Штеффен Вёллер                                        | Италия · Армин Цоггелер · Анастасия Оберштольц-Антонова · Кристиан Оберштольц / Патрик Грубер                      | Австрия · Мартин Абентунг · Вероника Хальдер · Андреас Лингер / Вольфганг Лингер                                                |
| 2006 | Винтерберг       | Германия · Давид Мёллер · Зильке Краусхар · Патрик Ляйтнер / Александер Реш                                     | Италия · Армин Цоггелер · Анастасия Оберштольц-Антонова · Кристиан Оберштольц / Патрик Грубер                      | Латвия · Мартиньш Рубенис · Анна Орлова · Юрис Шицс / Андрис Шицс                                                               |
| 2008 | Чезана           | Латвия · Мартиньш Рубенис · Майя Тирума · Юрис Шицс / Андрис Шицс                                               | Австрия · Мартин Абентунг · Вероника Хальдер · Андреас Лингер / Вольфганг Лингер                                   | Италия · Армин Цоггелер · Сандра Гаспарини · Герхард Планкенштайнер / Освальд Хазельридер                                       |
| 2010 | Сигулда          | Латвия · Анна Орлова · Мартиньш Рубенис · Юрис Шицс / Андрис Шицс                                               | Австрия · Вероника Хальдер · Вольфганг Киндль · Андреас Лингер / Вольфганг Лингер                                  | Германия · Коринна Мартини · Йоханнес Людвиг · Тобиас Вендль / Тобиас Арльт                                                     |
| 2012 | Парамоново       | Россия · Татьяна Иванова · Альберт Демченко · Владислав Южаков / Владимир Махнутин                              | Германия · Татьяна Хюфнер · Анди Лангенхан · Тобиас Вендль / Тобиас Арльт                                          | Италия · Сандра Гаспарини · Армин Цоггелер · Кристиан Оберштольц / Патрик Грубер                                                |
| 2013 | Оберхоф          | Германия · Натали Гайзенбергер · Феликс Лох · Тони Эггерт / Саша Бенеккен                                       | Италия · Сандра Гаспарини · Армин Цоггелер · Кристиан Оберштольц / Патрик Грубер                                   | Россия · Татьяна Иванова · Альберт Демченко · Владислав Южаков / Владимир Махнутин                                              |
| 2014 | Сигулда          | Россия · Наталья Хорева · Альберт Демченко · Владислав Южаков / Владимир Махнутин                               | Латвия · Элиза Тирума · Мартиньш Рубенис · Юрис Шицс / Андрис Шицс                                                 | Италия · Сандра Гаспарини · Армин Цоггелер · Кристиан Оберштольц / Патрик Грубер                                                |
| 2015 | Сочи             | Германия · Даяна Айтбергер · Феликс Лох · Тобиас Вендль / Тобиас Арльт                                          | Россия · Татьяна Иванова · Семён Павличенко · Александр Денисьев / Владислав Антонов                               | Латвия · Элиза Тирума · Инарс Кивлениекс · Юрис Шицс / Андрис Шицс                                                              |
| 2016 | Альтенберг       | Германия · Татьяна Хюфнер · Феликс Лох · Тони Эггерт / Саша Бенеккен                                            | Латвия · Элиза Цауце · Артур Дарзниекс · Юрис Шицс / Андрис Шицс                                                   | Россия · Татьяна Иванова · Роман Репилов · Александр Денисьев / Владислав Антонов                                               |
| 2017 | Кёнигсзе         | Германия · Натали Гайзенбергер · Ральф Палик · Тобиас Вендль / Тобиас Арльт                                     | Австрия · Мириам Кастлунгер · Вольфганг Киндль · Томас Штой / Лоренц Коллер                                        | Латвия · Элиза Цауце · Артур Дарзниекс · Юрис Шицс / Андрис Шицс                                                                |
| 2018 | Сигулда          | Россия · Татьяна Иванова · Семён Павличенко · Александр Денисьев / Владислав Антонов                            | Германия · Натали Гайзенбергер · Феликс Лох · Тони Эггерт / Саша Бенеккен                                          | Латвия · Кендия Апарйоде · Инарс Кивлениекс · Юрис Шицс / Андрис Шицс                                                           |
| 2019 | Оберхоф          | Италия · Андреа Фёттер · Доминик Фишналлер · Иван Наглер / Фабиан Маллейер                                      | Германия · Натали Гайзенбергер · Йоханнес Людвиг · Тобиас Вендль / Тобиас Арльт                                    | Латвия · Элиза Цауце · Инарс Кивлениекс · Юрис Шицс / Андрис Шицс                                                               |
| 2020 | Лиллехаммер      | Австрия · Маделайн Эгле · Давид Гляйршер · Томас Штой / Лоренц Коллер                                           | Италия · Андреа Фёттер · Доминик Фишналлер · Иван Наглер / Фабиан Маллейер                                         | Латвия · Улла Зирне · Кристерс Апарйодс · Юрис Шицс / Андрис Шицс                                                               |
| 2021 | Сигулда          | Россия · Татьяна Иванова · Семён Павличенко · Всеволод Кашкин / Константин Коршунов                             | Латвия · Элиза Цауце · Артур Дарзниекс · Юрис Шицс / Андрис Шицс                                                   | Германия · Натали Гайзенбергер · Феликс Лох · Тобиас Вендль / Тобиас Арльт                                                      |
| 2022 | Санкт-Мориц      | Латвия · Элина Ева Витола · Кристерс Апарйодс · Мартиньш Ботс / Робертс Плуме                                   | Германия · Натали Гайзенбергер · Йоханнес Людвиг · Тони Эггерт / Саша Бенеккен                                     | Россия · Татьяна Иванова · Роман Репилов · Андрей Богданов / Юрий Прохоров                                                      |